# Levrette (confiserie)
Pour les articles homonymes, voir Levrette.
La levrette est une spécialité de confiserie chocolatière créée en 1989 de la ville de Charmes, composée d'une nougatine enrobée de chocolat amer et fourrée d'une ganache au parfum de framboise.

## Historique

Blason de Charmes.

La levrette de Charmes tire son nom de l'emblème de la ville, une levrette, femelle du lévrier, animal emblématique de Charmes, présent sur le blason de la ville. a été créée dans les années 1980 par un groupement de pâtissiers de Charmes. La fabrication de cette spécialité a été progressivement arrêtée par les pâtissiers-chocolatiers de la ville dans les années 1990. En 2022, seule subsiste la pâtisserie Cunin-Mentré, détentrice de la recette,.